# Bob Jones Award
Bob Jones Award, utmärkelse i golf som sedan 1955 utdelas av USGA till den person som under året har visat prov på utomordentlig sportmanship. Priset delas ut till minne av Bobby Jones, till den spelare som visar Jones anda, hans personliga egenskaper och hans attityd till golfen och dess spelare.

## Vinnare
- 1955 - Francis Ouimet
- 1956 - William C. Campbell
- 1957 - Babe Zaharias
- 1958 - Margaret Curtis
- 1959 - Findlay S. Douglas
- 1960 - Charles Evans Jr.
- 1961 - Joseph B. Carr
- 1962 - Horton Smith
- 1963 - Patty Berg
- 1964 - Charles Coe
- 1965 - Glenna Collett Vare
- 1966 - Gary Player
- 1967 - Richard S. Tufts
- 1968 - Robert B. Dickson
- 1969 - Gerald H. Micklem
- 1970 - Roberto DeVicenzo
- 1971 - Arnold Palmer
- 1972 - Michael Bonallack
- 1973 - Gene Littler
- 1974 - Byron Nelson
- 1975 - Jack Nicklaus
- 1976 - Ben Hogan
- 1977 - Joseph C. Dey Jr.
- 1978 - Bing Crosby och Bob Hope
- 1979 - Tom Kite
- 1980 - Charles Yates
- 1981 - JoAnne Carner
- 1982 - William J. Patton
- 1983 - Maureen Ruttle Garrett
- 1984 - R. Jay Sigel
- 1985 - Fuzzy Zoeller
- 1986 - Jess Sweetser
- 1987 - Tom Watson
- 1988 - Isaac B. Grainger
- 1989 - Chi Chi Rodriguez
- 1990 - Peggy Kirk Bell
- 1991 - Ben Crenshaw
- 1992 - Gene Sarazen
- 1993 - P.J. Boatwright Jr.
- 1994 - Lewis Oehmig
- 1995 - Herbert Warren Wind
- 1996 - Betsy Rawls
- 1997 - Fred Brand Jr.
- 1998 - Nancy Lopez
- 1999 - Edgar Updegraff
- 2000 - Barbara McIntire
- 2001 - Thomas Cousins
- 2002 - Judy Rankin
- 2003 - Carol Semple Thompson
- 2004 - Jackie Burke Jr.
- 2005 - Nick Price
- 2006 - Jay Haas
- 2007 - Louise Suggs
- 2008 - George H. W. Bush
- 2009 - O. Gordon Brewer Jr.
- 2010 - Mickey Wright
- 2011 - Lorena Ochoa
- 2012 - Annika Sörenstam
- 2013 - Davis Love III